# Mallory Haldeman
Mallory Haldeman (Lancaster, Pensilvania; 29 de enero de 1986) es una competidora de figura profesional, modelo de fitness y entrenadora personal estadounidense.

## Carrera
Alcanzó el estatus de competidora profesional de figura en la IFBB en 2012 tras ganar el National Physique Committee Junior National Championships 2012 al obtener el primer puesto en su clase de figura y ser nombrada ganadora absoluta de la competición de figura.
Sus mayores logros han sido ganar el 2013 IFBB Tahoe Pro Figure, 2013 IFBB PBW Tampa Pro Figure, 2012 NPC Junior National Championships y dos top 5 en los eventos Figure Olympia 2012 y 2013. También ganó el honor de novata del año 2012 otorgado anualmente por Flex.
Haldeman es entrenada por la también culturista profesional de la IFBB Tracey Greenwood.

### Historial competitivo
- 2014 - IFBB California Governors Cup Pro - 6º puesto
- 2013 - Olympia Figure - 5º puesto
- 2013 - IFBB Tahoe Pro Figure - 1º puesto
- 2013 - IFBB PBW Tampa Pro Figure - 1º puesto
- 2013 - IFBB California Governors Cup Pro - 3º puesto
- 2013 - Australia Pro Figure - 4º puesto
- 2013 - Arnold Figure International - 5º puesto
- 2012 - IFBB Ms. Olympia - 5º puesto
- 2012 - IFBB Tournament of Champions Pro Figure - 2º puesto
- 2012 - IFBB PBW Tampa Pro - 2º puesto
- 2012 - NPC Junior National Championships - 1º puesto (Overall)
- 2012 - NPC Junior USA Championships - 3º puesto
- 2011 - NPC USA Championships - 3º puesto
- 2011 - NPC Team Universe & National Fitness Championships - 16º puesto
- 2011 - NPC Junior USA Championships - 4º puesto
- 2011 - NPC Pittsburgh Championships - 5º puesto
- 2011 - NPC NY Metropolitan - 2º puesto

## Filosofía competitiva
Haldeman declaró en un artículo publicado en el sitio web de Muscle Foods USA que su interés por el fitness surgió en 2009 a consecuencia de una lesión que le impidió caminar y correr durante bastante tiempo. Para afrontar la recuperación, le recomendaron que probara el entrenamiento con pesas durante este tiempo para mantenerme en forma y ayudar a reducir tiempo de recuperación. "En ese momento no tenía ningún interés en levantar pesas ni en hacer un viaje diario al gimnasio. Sin embargo, no pasó mucho tiempo hasta que descubrí que me encantaba lo que el entrenamiento de resistencia puede hacer a tu cuerpo. Después de unas pocas semanas me enganché y empecé a aprender todo lo que podía sobre la escultura y la construcción de mi físico [...] y, aunque han pasado algunos años desde entonces, estoy igual de emocionada aprendiendo sobre todo lo relacionado con la salud y el fitness. Es un estilo de vida en el que me he sumergido por completo".